# Visznek
Visznek es un pueblo ubicado en el distrito de Gyöngyös, en el condado de Heves, Hungría.

## Superficie
Posee una superficie de 22,73 kilómetros cuadrados.

## Demografía
Hasta 2019 la población era de 1062 habitantes, con una densidad de población de 46,72 habitantes por kilómetro cuadrado.